# João Cândido Felisberto
João Cândido Felisberto, surnommé o Almirante Negro, l'Amiral noir, (Encruzilhada do Sul, 24 juin 1880 - Rio de Janeiro, 6 décembre 1969) est un militaire brésilien, membre de la marine brésilienne qui a dirigé en 1910 la Revolta da chibata (Révolte du fouet),.

## Biographie
João Cândido Felisberto est né dans une famille d'esclaves afro-brésiliens du Rio Grande do Sul. Quand il a eu treize ans, il est entré dans la Marinha do Brasil, où la vie des marins brésiliens était extrêmement dure, surtout pour les descendants africains, constamment victimes de punitions.
Il est envoyé à Newcastle upon Tyne pendant deux ans lors de la construction du cuirassé Minas Geraes. En Angleterre, il a vu la discrimination dans la marine brésilienne. Il rentre en 1910, et dirige la « (révolte du fouet » dans laquelle les rebelles prennent le contrôle du Minas Geraes et d'un autre cuirassé, le São Paulo. Leurs revendications étaient l'amélioration des conditions de vie et de travail des marins et l'abolition de la torture comme instrument punitif.
Dans une interview publiée en 1968, Felisberto s'est dit fier de son passé fondamentaliste et a confirmé son amitié avec Plínio Salgado. Oublié et sans pension militaire, il meurt d'un cancer le 6 décembre 1969 à Rio de Janeiro, où une statue a été érigée en sa mémoire.

## Autres images

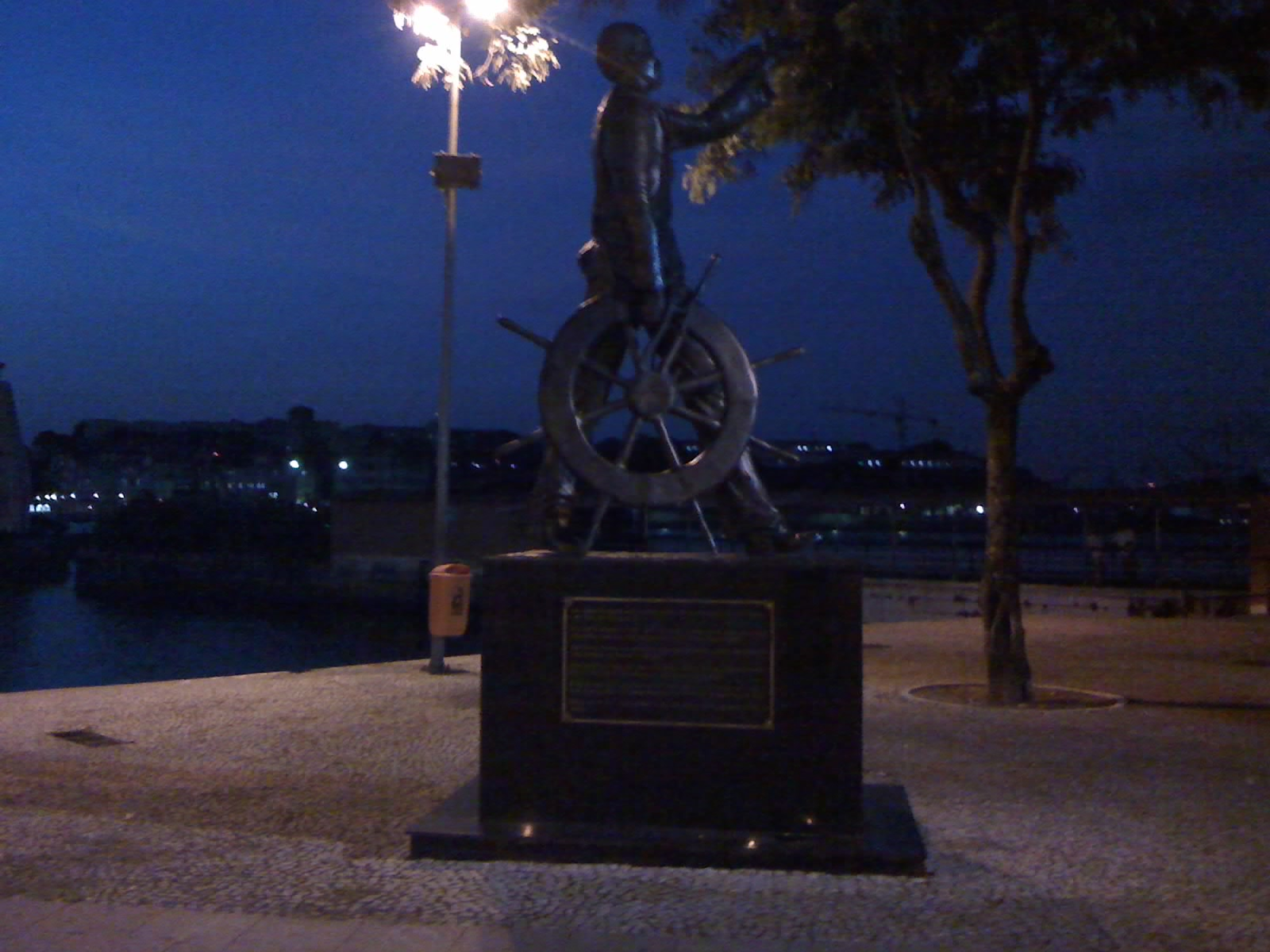
Le monument à João Cândido Felisberto, à Rio de Janeiro
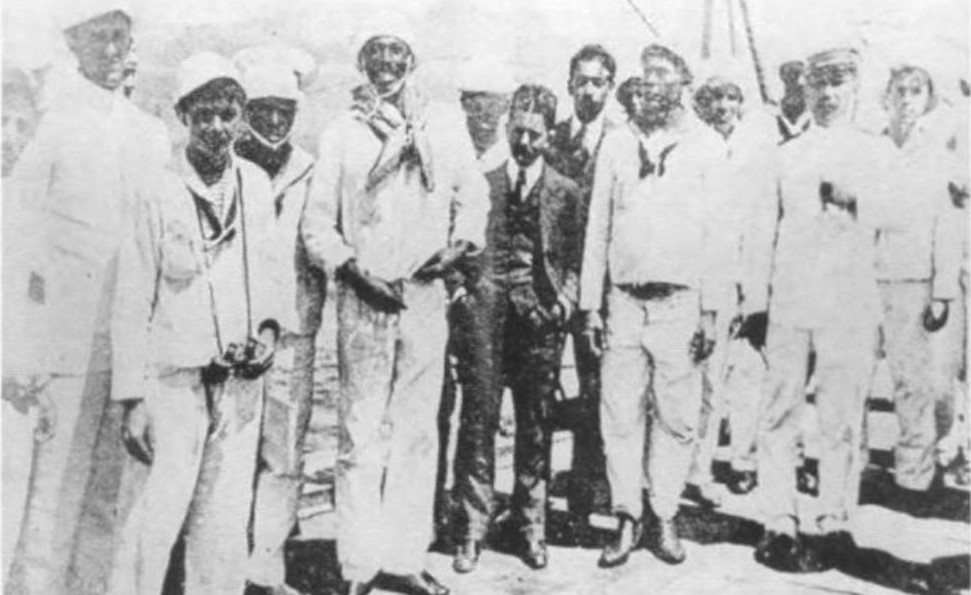
26 novembre 1910, dernier jour de la Révolte du fouet. João Cândido est au centre de la photo
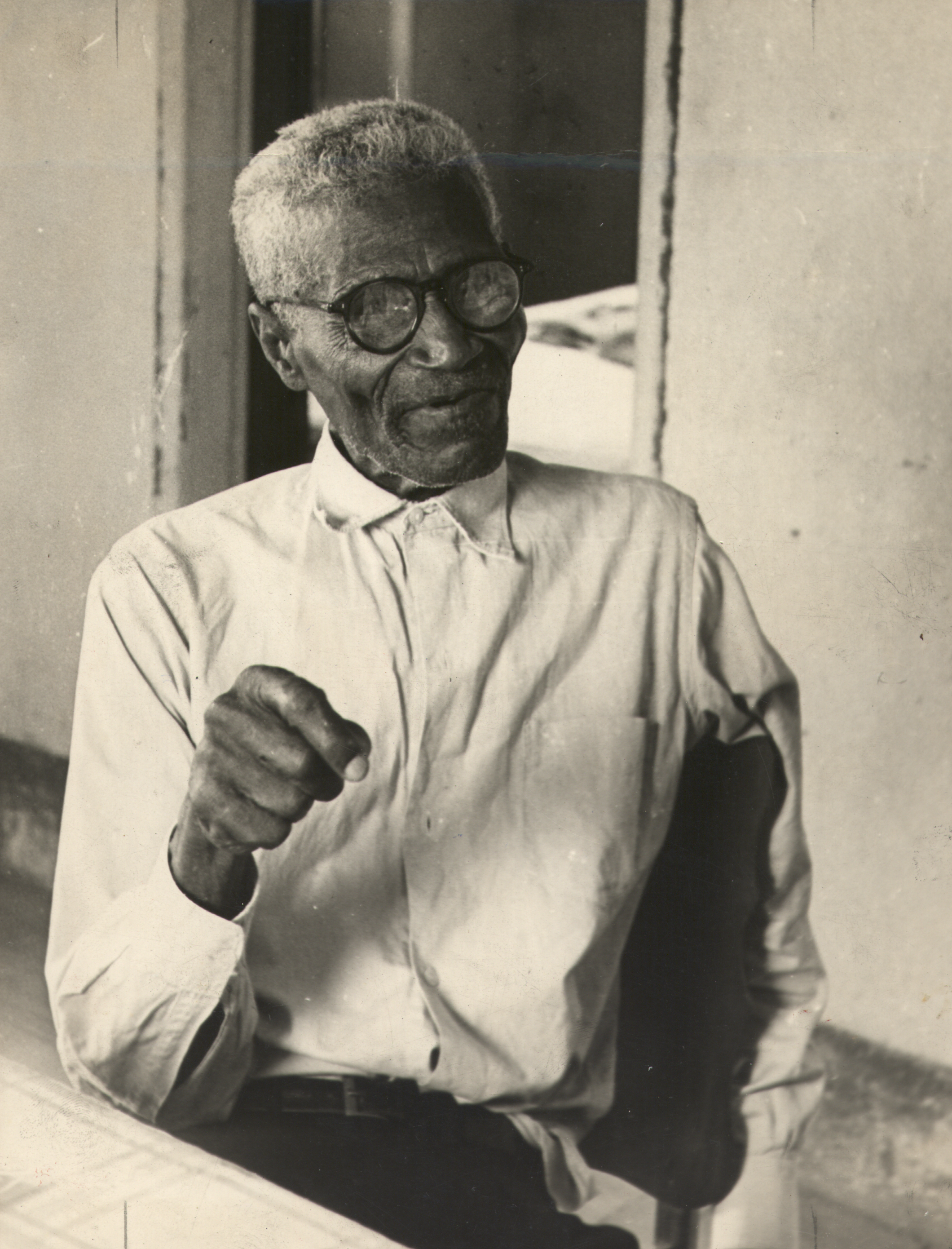
João Cândido, 1963.